# Mormântul actriței Aglae Pruteanu
Mormântul actriței Aglae Pruteanu este un monument istoric aflat pe teritoriul municipiului Iași.